# Fabrice Muamba
Fabrice Ndala Muamba (ur. 6 kwietnia 1988 w Kinszasie) – angielski piłkarz pochodzenia kongijskiego grający na pozycji pomocnika.

## Kariera klubowa
Muamba swoją profesjonalną karierę zaczynał w Arsenalu. W swoim pierwszym sezonie na Emirates Stadium zagrał jedynie w dwóch meczach Carling Cup. W lipcu 2006 roku trafił na wypożyczenie do drugoligowego wówczas Birmingham City, gdzie wiodło mu się znacznie lepiej i w sezonie 2006/2007 wystąpił w 30 spotkaniach Championship. Przed sezonem 2007/2008 Birmingham City, które przystępowało do rozgrywek w roli beniaminka Premier League zdecydowało się na transfer definitywny Muamby, który kosztował ich 4 miliony funtów. Birmingham sezon zakończyło jednak na dopiero 19. miejscu w konsekwencji czego spadli do Championship. Muamba natomiast za 5 milionów funtów trafił do Bolton Wanderers. W nowym klubie zadebiutował w 16 sierpnia wygranym 3:1 ligowym spotkaniu ze Stoke City.
17 marca 2012 podczas meczu 1/4 Pucharu Anglii przeciwko Tottenhamowi Muamba zasłabł w okolicy środka boiska, doznawszy zatrzymania krążenia i oddechu. Resuscytacja na boisku nie przyniosła skutku – podczas znoszenia z murawy na noszach zawodnik nadal nie oddychał. Pomimo zatrzymania akcji serca na ponad godzinę, piłkarz wrócił do zdrowia: hospitalizowany w London Chest Hospital, wyszedł zeń 16 kwietnia. W sierpniu 2012 roku Muamba zakończył sportową karierę.

## Kariera międzynarodowa
Muamba nigdy nie reprezentował barw DR Konga, mimo iż urodził się w tym kraju. Był natomiast graczem angielskiej drużyny młodzieżowej do lat 21, a także kapitanem reprezentacji Anglii U-19.